# Den andra skivan
Den andra skivan er den anden CD fra Glenmark Eriksson Strömstedt. CDen blev udgivet i 2003 på Sony Music. Sangene er skrevet af Glenmark Eriksson Strömstedt, og albummet er indspillet i Springhill Studio og Polar Studios.

## Numre
- Händerna på täcket
- Sångerna om sommaren
- Handen på hjärtat
- Den andra kvinnan
- Utantill
- Lika bra som jag
- Den stora kärleken
- Vin och rosor
- Inga kvinnor kvar
- Dom kommer och dom går
- Hon vet vad hon vill ha
- Tar Gud American Express?
- Märk hur vår skugga, epistel nr 81